# ビリー&チャック
ビリー&チャック（Billy and Chuck）は、プロレス団体WWEで活躍したタッグチーム、ユニットである。ビリー・ガンとチャック・パランボによって結成され、ゲイタッグとして人気を得た。日本では「ビリチャク」「ビリチャキ」等と略されて呼ばれることもある。

## 来歴
2001年12月、それぞれタッグパートナーと離れシングルプレーヤーとなって活動していたビリー・ガンとチャック・パランボがタッグを結成。当初はゲイだということはまだ知られておらず、ストーリーを重ねるごとに二人の関係が公となってゆく。その後、お互い髪を金髪にし、お揃いの赤いパンツ、鉢巻を巻いて試合を行い、ヒールチームとして活動する。控え室では二人揃って怪しいストレッチ運動をおこない、2002年1月にはトリー・ウィルソンとステイシー・キーブラーと3ポーズ対決を行い、人気が爆発し一躍トップ戦線で活躍することになる。2月には世界タッグチーム王座を獲得。3月に、オカマのスタイリスト兼マネージャーとしてリコがメンバー入りする。その後は同年のレッスルマニア18でタッグ王座を防衛し、5月まで防衛してみせる。4月に行われたドラフトでは、ビンス・マクマホンのスマックダウンに所属となった。
6月になぜかマネージャーでもあったリコとリキシとのタッグにベルトを奪われる。すぐに奪い返したが、ハルク・ホーガン&エッジという強力なタッグが誕生し、彼らにベルトを奪われてしまった。

### 結婚式
9月、チャックがビリーに愛の告白をし、翌週結婚式を挙げることになる。結婚式ではステファニーが立会い、順調に式も進んでいたが、途中ザ・ゴッドファーザーが乱入し、実はビリーもチャックも女好きだということを明かす。それを聞いたビリーとチャックはゲイはアングルであり、自分達はゲイではないと晴らしてしまう。その後、この結婚式はエリック・ビショフとリコが仕組んだ罠であることが発覚。ビショフの用心棒スリー・ミニッツ・ワーニングを送り、ビリーとチャックに攻撃し、式はめちゃくちゃとなってしまった。リコはRAWへ移籍。
この頃ロウGMのエリック・ビショフと、スマックダウンGMのステファニー・マクマホンによってブランド対決が激しくなっており、ビショフがリコを裏で操り、結婚式を無茶苦茶にする計画で立てていた。
そしてPPV大会アンフォーギヴェンにて、ビリー&チャックとスリー・ミニッツ・ワーニングの直接対決が行われるも敗戦。その後もしばらくタッグを組んでいたが、ビリー・ガンの負傷によってタッグは解消した。

## メディアの反応
同性愛であるビリーとチャックが結婚するということで、当時同性結婚は禁止されていたアメリカではこぞって新聞やニュースで取り上げられるなど話題になった。ゲイ、レズビアン協会であったGLAAD（中傷と闘うゲイ&レズビアン同盟）も積極的に協力したが、式がめちゃくちゃになって終わることを知らなかったため、逆に抗議するという事態も起こってしまった。

## 獲得タイトル
- WWEタッグ王座 : 2回

## 入場曲
- You Look So Good To Me